# Cigclisula cautium
Cigclisula cautium is een mosdiertjessoort uit de familie van de Colatooeciidae. De wetenschappelijke naam van de soort is voor het eerst geldig gepubliceerd in 1932 door Hastings.